# Říšský komorní soud

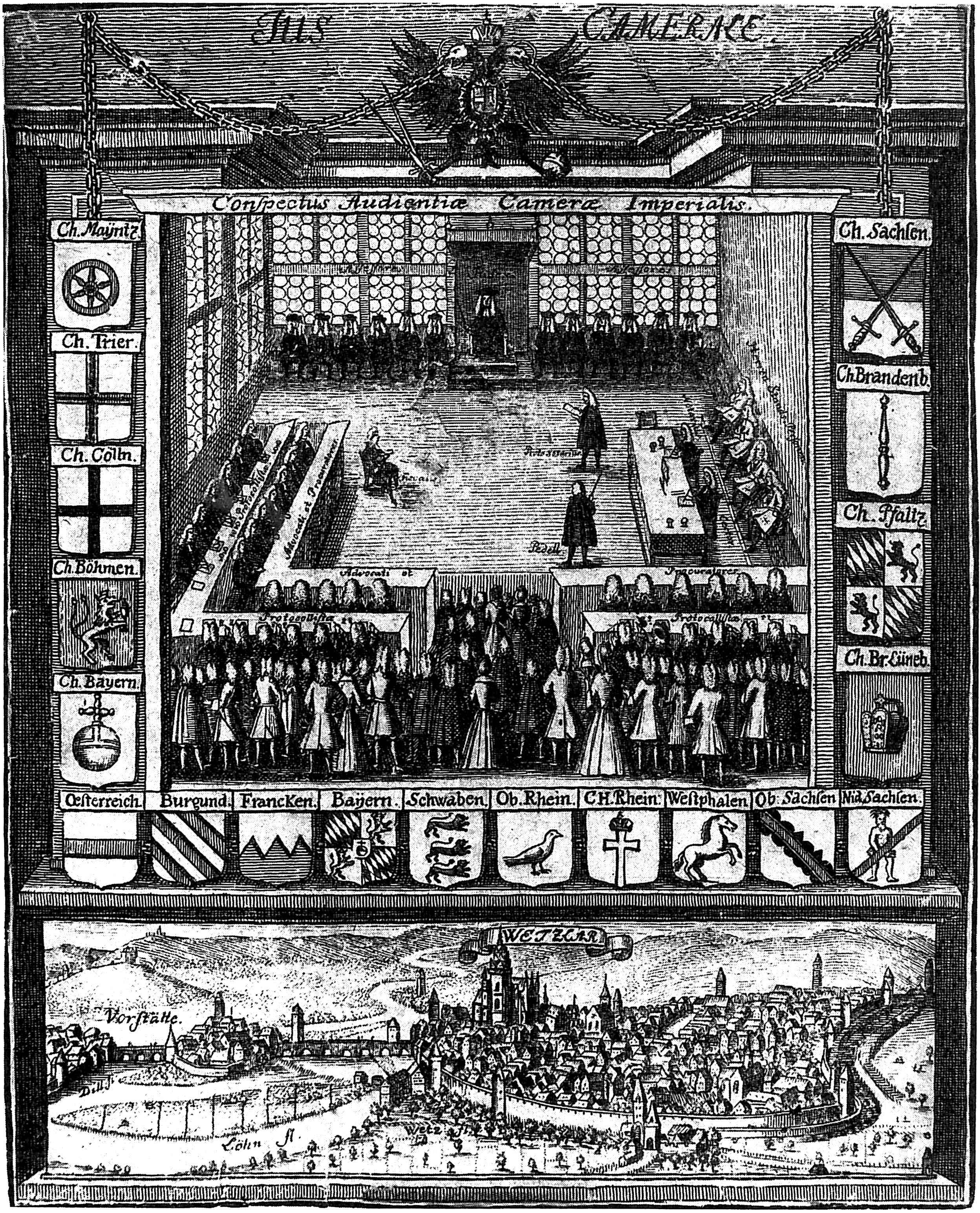
Zasedání Říšského komorního soudu ve Wetzlaru v roce 1750

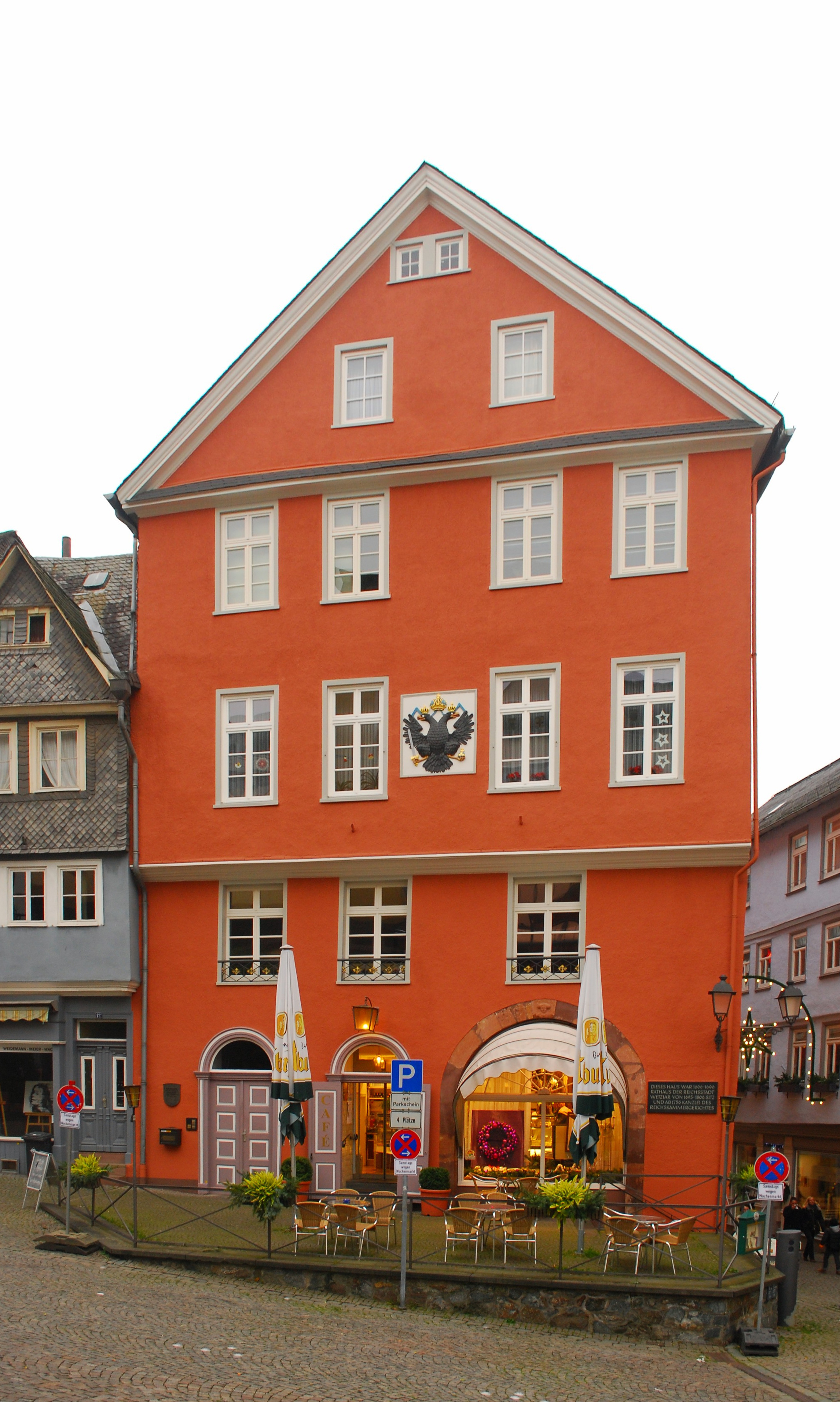
Budova Říšského komorního soudu ve Wetzlaru

Říšský komorní soud (německy Reichskammergericht, latinsky Iudicium imperii) byl jedním ze dvou nejvyšších soudních institucí v rámci Svaté říše římské, spolu s Říšskou dvorní radou sídlící ve Vídni. Založen byl roku 1495 v rámci takzvaných Maxmiliánových reforem a zanikl v roce 1806, spolu se zánikem říše. Soudci byli vybíráni jak císařem, tak i jednotlivými státy v rámci říše, přičemž pravidla jmenování se v průběhu let měnila.

## Řízení před soudem
K Říšskému komornímu soudu se dalo odvolat od každého soudního řízení v celé Svaté říší římské (včetně Českých zemí), až na několik výjimek: některé státy v říši měli místní panovníci tzv. privilegium de non appellando, což znamenalo, že panovník byl nejvyšší soudní autoritou na daném území (nicméně pokud i v tomto státě bylo někomu upřeno právo na spravedlivý proces, bylo možné se ke komornímu soudu odvolat). Další výjimkou byla trestní řízení, při nichž bylo možné se ke komornímu soudu odvolat jen v případech, kdy byla porušena základní procesní práva.
Při řízení před Říšským komorním soudem se před právními úpravami jednotlivých států používalo ius commune, společné evropské právo vycházející z práva římského. Římské právo tímto způsobem ovlivňovalo i právo v jednotlivých státech v rámci říše.
Říšský komorní soud byl neslavně proslulý tím, že mu v některých případech trvalo velmi dlouho, než došel ke konečnému rozsudku - některé případy se řešily i několik stovek let. Takto dlouhá jednání ovšem byla způsobována tím, že obě strany sporu ztratily zájem o pokračování řízení.

## Sídlo soudu
Po založení Říšského komorního soudu bylo jako jeho sídlo vybráno město Frankfurt nad Mohanem. V průběhu historie se sídelní město mnohokrát měnilo, soud sídlil ve Wormsu, Augsburgu, Norimberku, Řezně, Špýru, Esslingenu a nakonec ve Wetzlaru, až do zrušení soudu v roce 1806.